# Скважина 44
Скважина 44 (укр. Свердловина 44) — гидрогеологический памятник природы местного значения. Находится в Волновахском районе Донецкой области. Статус памятника природы присвоен решением Донецкого областного исполнительного комитета № 26 от 11 января 1978 года. Охраняемая площадь составляет 0,1 гектара. Скважина 44 является источником радоновых вод.
Скважина 44 расположена на территории заказника «Великоанадольский». Входит в Велико-Анадольское месторождение минеральных вод, находящееся в Южной части Украинского кристаллического массива и зоне сочленения Приазовского кристаллического массива и Складчатого Донбасса.